# Santiago Giordana
Santiago Giordana (Crespo, 3 maggio 1995) è un calciatore argentino, attaccante del Millonarios.

## Caratteristiche tecniche
È un centravanti.

## Carriera
Cresciuto nelle giovanili del Belgrano, ha esordito il 6 settembre 2015 in occasione del match perso 2-1 contro il Temperley.

## Statistiche

### Presenze e reti nei club
Statistiche aggiornate al 17 aprile 2018.
| Stagione        | Squadra         | Campionato      | Campionato | Campionato | Coppe nazionali | Coppe nazionali | Coppe nazionali | Coppe continentali | Coppe continentali | Coppe continentali | Altre coppe | Altre coppe | Altre coppe | Totale | Totale | Totale |
| Stagione        | Squadra         | Comp            | Pres       | Reti       | Comp            | Pres            | Reti            | Comp               | Pres               | Reti               | Comp        | Pres        | Reti        | Pres   | Reti   |        |
| --------------- | --------------- | --------------- | ---------- | ---------- | --------------- | --------------- | --------------- | ------------------ | ------------------ | ------------------ | ----------- | ----------- | ----------- | ------ | ------ | ------ |
| 2015            | Belgrano        | PD              | 1          | 0          | CA              | 0               | 0               | CS                 | 0                  | 0                  |             | -           | -           | 1      | 0      |        |
| 2016            | Belgrano        | PD              | 0          | 0          | CA              | 0               | 0               |                    | -                  | -                  |             | -           | -           | 0      | 0      |        |
| 2016-2017       | Guillermo Brown | BN              | 39         | 7          | CA              | 1               | 0               |                    | -                  | -                  |             | -           | -           | 40     | 7      |        |
| 2017-2018       | Villa Dálmine   | BN              | 13         | 0          | CA              | 0               | 0               |                    | -                  | -                  |             | -           | -           | 13     | 0      |        |
| 2017-2018       | Temperley       | PD              | 5          | 0          | CA              | 0               | 0               |                    | -                  | -                  |             | -           | -           | 5      | 0      |        |
| Totale carriera | Totale carriera | Totale carriera | 58         | 7          |                 | 1               | 0               |                    | 0                  | 0                  |             | -           | -           | 59     | 7      |        |